# 1976年の相撲
1976年の相撲（1976ねんのすもう）は、1976年の相撲関係のできごとについて述べる。

## 大相撲

### できごと
- 1月、横綱審議委員会委員長の舟橋聖一死去。石井光次郎が後任。協会役員改選で理事長春日野を再選。新理事に二子山、新監事に中川。大鳴戸部屋落成。
- 3月、元関脇陸奥嵐引退、年寄安治川襲名。場所後旭國斗雄が大関に昇進。友綱親方（元十両7枚目一錦）部屋継承。
- 5月、場所8日目に昭和天皇、皇后観戦。元関脇長谷川引退、年寄秀ノ山襲名。三重ノ海五郎が3場所で大関から陥落も7月に1場所で復帰。
- 6月、ハワイ、ロサンゼルス巡業。
- 7月、豊山、君ヶ濱親方、木村庄二郎の3人は、相撲指導のためブラジルへ出発。
- 9月、前年大関を陥落した魁傑將晃が史上初の元大関平幕優勝。元関脇金剛引退、二所ノ関襲名、二所ノ関部屋継承。各賞金アップ。幕内優勝100万→200万、十両30万→50万、幕下10万→20万、三段目5万→10万、序二段3万→5万、序ノ口3万→5万、三賞20万→50万。年寄襲名資格に「日本国籍を有する者」という項目を加えた。元小結二子岳引退、年寄白玉襲名。
- 11月、朝日山部屋継承問題の余波でトンガ出身力士6名が廃業。力士養成奨励金改正、横綱30万、大関20万、関脇、小結10万、幕内5万、十両3万。26代木村庄之助が停年退職。

### 本場所
- 一月場所（蔵前国技館・11日～25日）
幕内最高優勝 : 北の湖敏満（13勝2敗,5回目）
　殊勲賞-高見山、敢闘賞-旭國、技能賞-鷲羽山
十両優勝 : 小沼克行（11勝4敗）
- 三月場所（大阪府立体育館・7日～21日）
幕内最高優勝 : 輪島大士（13勝2敗,8回目）
　殊勲賞-北瀬海、敢闘賞-鷲羽山、技能賞-旭國
十両優勝 : 播竜山孝晴（11勝4敗）
- 五月場所（蔵前国技館・9日～23日）
幕内最高優勝 :北の湖敏満（13勝2敗,6回目）
　殊勲賞-北瀬海、敢闘賞-魁傑、技能賞-鷲羽山
十両優勝 : 栃勇義治（11勝4敗）
- 七月場所（愛知県体育館・4日～18日）
幕内最高優勝 : 輪島大士（14勝1敗,9回目）
　殊勲賞-麒麟児、敢闘賞-若獅子、技能賞-麒麟児
十両優勝 : 蜂矢敏行（11勝4敗）
- 九月場所（蔵前国技館・5日～19日）
幕内最高優勝 : 魁傑将晃(14勝1敗,2回目）
　殊勲賞-麒麟児、敢闘賞-魁傑、技能賞-若三杉
十両優勝 : 蔵玉錦敏正（10勝5敗）
- 十一月場所（福岡スポーツセンター・7日～21日）
幕内最高優勝 : 北の湖敏満（14勝1敗,7回目）
　殊勲賞-若三杉、敢闘賞-魁傑、技能賞-鷲羽山
十両優勝 : 大豪健嗣（11勝4敗）
- 年間最優秀力士賞（年間最多勝）：輪島大士（77勝13敗）

## 誕生
- 1月7日 - 金開山龍（最高位：前頭6枚目、所属：出羽海部屋、年寄：高崎）[1]
- 1月12日 - 11代木村庄三郎（幕内格行司、所属：鳴戸部屋→田子ノ浦部屋）
- 1月15日 - 床塚（一等床山、所属：玉ノ井部屋）
- 1月17日 - 安壮富士清也（最高位：前頭13枚目、所属：安治川部屋→伊勢ヶ濱部屋）[2]
- 2月6日 - 千代天山大八郎（最高位：小結、所属：九重部屋、+ 2024年【令和6年】）[3][4]
- 2月21日 - 古市貞秀（最高位：十両12枚目、所属：阿武松部屋）
- 2月25日 - 大翔大豪志（最高位：十両筆頭、所属：友綱部屋→追手風部屋）[5]
- 3月2日 - 岩木山竜太（最高位：小結、所属：中立部屋→境川部屋、年寄：関ノ戸）[6]
- 4月2日 - 隆乃若勇紀（最高位：関脇、所属：鳴戸部屋）[7]
- 4月3日 - 松男（所属：十両呼出、所属：松ヶ根部屋→二所ノ関部屋→放駒部屋）
- 4月11日 - 琴光喜啓司（最高位：大関、所属：佐渡ヶ嶽部屋）[7]
- 4月21日 - 若東吉信（最高位：十両13枚目、所属：玉ノ井部屋）[8]
- 4月29日 - 千代大海龍二（最高位：大関、所属：九重部屋、年寄：九重）[9]
- 5月12日 - 高見盛精彦（最高位：小結、所属：東関部屋、年寄：東関）[10]
- 5月21日 - 武州山隆士（最高位：前頭3枚目、所属：武蔵川部屋→藤島部屋、年寄：待乳山）[11]
- 6月9日 - 十文字友和（最高位：前頭6枚目、所属：立田川部屋→陸奥部屋）[10]
- 6月10日 - 一の谷崇帥（最高位：十両12枚目、所属：中村部屋）[12]
- 6月18日 - 隆の鶴伸一（最高位：前頭8枚目、所属：鳴戸部屋、年寄：田子ノ浦）[13]
- 7月10日 - 若の里忍（最高位：関脇、所属：鳴戸部屋→田子ノ浦部屋、年寄：西岩）[14]
- 7月13日 - 駿傑悠志（最高位：前頭12枚目、所属：放駒部屋）[15]
- 7月31日 - 5代式守慎之助（十両格行司、所属：片男波部屋→松ヶ根部屋→二所ノ関部屋→放駒部屋）
- 8月2日 - 春ノ山竜尚（最高位：前頭10枚目、所属：松ヶ根部屋）[16]
- 9月21日 - 舞風昌宏（最高位：十両10枚目、所属：尾車部屋）[17]
- 11月9日 - 栃東大裕（最高位：大関、所属：玉ノ井部屋、年寄：玉ノ井）[18]
- 11月23日 - 濵錦竜郎（最高位：前頭11枚目、所属：追手風部屋）[19]
- 12月4日 - 出羽乃富士智章（最高位：十両9枚目、所属：出羽海部屋）[20]

## 死去
- 1月29日 - 薩摩洋時久（最高位：十両13枚目、所属：井筒部屋、* 1918年【大正7年】）
- 2月17日 - 新海幸藏（最高位：関脇、所属：入間川部屋→出羽海部屋、* 1904年【明治37年】）[21]
- 8月20日 - 信州山由金（最高位：前頭4枚目、所属：立浪部屋、* 1918年【大正7年】）[22]
- 11月1日 - 九ヶ錦坦平（最高位：前頭3枚目、所属：井筒部屋→九重部屋→朝日山部屋、* 1913年【大正2年】）